# Cycloptilum exsanguis
Cycloptilum exsanguis is een rechtvleugelig insect uit de familie Mogoplistidae. De wetenschappelijke naam van deze soort is voor het eerst geldig gepubliceerd in 1979 door Love & Walker.